# Henri Bernard (politicus)
Henri Bernard (Durnal, 16 januari 1890 - Spontin, 5 oktober 1972) was een Belgisch senator.

## Levensloop
Zoon ven een arbeider uit de steengroeven, was Bernard zelf vanaf zijn dertiende als steenhouwer werkzaam. In 1913 werkte hij mee aan de oprichting van de eerste vakbond voor arbeiders uit de steengroeven van de Bocq, een vakbond waarvan hij nadien secretaris werd. 
In 1923 werd hij bestendig secretaris van de gewestelijke afdeling Namen van de Algemene Centrale, en bleef dit tot aan zijn pensioen. Als vakbondsafgevaardigde zette hij zich in voor het respecteren van de achturige werkdag, de aanpak van arbeidsongevallen, het respecteren van collectieve arbeidsovereenkomsten en de bestrijding van de groeiende werkloosheid in de steenarbeid, te wijden aan enerzijds de economische crisis van de jaren 1930 en daarmee gepaard gaande vertraging van steenbouwwerken en anderzijds de toenemende import van stenen uit het buitenland. In 1947 was Henri Bernard eveneens medestichter van een beroepsschool voor steenhouwers. 
Hij ontplooide een intense activiteit in de schoot van de Belgische Werkliedenpartij (BWP) en de Belgische Socialistische Partij (BSP). In 1936 werd hij voor de socialisten provinciaal senator voor de provincie Namen, hetgeen hij bleef tot in 1946. Twee jaar later, in 1948, keerde Henri Bernard terug in de Senaat, ditmaal als rechtstreeks gekozen senator voor het arrondissement Namen-Dinant-Philippeville. In 1949 verdween hij definitief uit de Senaat. Zijn geringe tussenkomsten in het parlement hadden voornamelijk betrekking op arbeiderskwesties, werkloosheid en de rol van vakbonden in de toekenning van uitkeringen. 
Tijdens de Tweede Wereldoorlog leidde hij in Ciney een intercommunaal comité dat voorzag in voedselvoorziening en was hij betrokken bij het Hulpfonds Koningin Elisabeth, dat zich inzette voor bijstand aan Belgische soldaten en hun families.